# Список переименованных населённых пунктов Кабардино-Балкарии

## 1—9
- 2-е отделение конезавода № 34 — Белокаменское
- 2-е отделение совхоза «Кабардинский» — Кичмалка
- 8-е отделение совхоза «Прималкинский» — Дальное — Дальнее

## А
- Абаево — Урожайное
- Абуково — Залукокоаже
- Асланмурза Анзорово — Лескен 2-й
- Астемирово — Акбаш
- Атажукино-1 — Заюково
- Атажукино-2 — Кызбурун 1-й — Атажукино
- Атажукино-3 — Куба
- Ахлово — Нижний Курп
- Ашабово — Малка

## Б—В
- Бабуково — Сармаково
- Бороково — Арик
- Боташево — Плановское
- Бруненталь — Октябрьское
- Булатово — Терекское
- Верхнее Кожоково — Жемтала
- Верхний Чегем — Булунгу
- Вольный — Пролетарское

## Г—И
- Ганжумово — Раздольное
- Гоффнунгсфельд — Красноармейское
- Джанхотово — Псыгансу
- Догужоково — Аушигер
- Докшоково — Старый Черек
- Докшукино — Нарткала
- Екатериноград — Екатериноградская — Красноградская — Екатериноградская
- Жанхотово — Псыгансу
- Иалбузи — Гадиши — Эльбрус
- Иналово — Карагач
- Исламово — Верхний Курп

## К
- Казачий — Пришибо-Малкинский
- Кайсын Анзорово — Старый Лескен — Анзорей
- Кармово — Каменномостское
- Касаево — Ших-Исмаиловское — Баксаненок
- Кашхатау — Советское — Кашхатау
- Коголкино — Урух
- Колубейко — Славянский
- Коново — Куркужинское — Нижний Куркужин
- Кошероково — Кенже
- Куденетово-1 — Чегем 1-й
- Куденетово-2 — Чегем 2-й
- Курп — Инаркой
- Кучмазукино — Старая Крепость (ныне в составе г. Баксан)

## Л—Н
- Лагерный — Янтарное
- Лафишево — Шариатское — Псыхурей
- Лашкута — Заречное — Лашкута
- Лубзавода — Заводской
- Мисостово — Урвань
- Мкоос — Опытное
- Муртазово — Дейское
- Наурузово — Кызбурун 2-й — Исламей
- Нижнее Клибищевское — Нартан
- Нижнее Кожоково — Нижний Черек
- Новостройка — Красносельское

## О—Т
- Оводовка — Троицкий
- Пригородное — Хасанья
- Пришибская — Майский
- Прохладная — Прохладный
- Птицесовхоз «Прохладненский» — Лесное
- Советское — Новый Безенги — Безенги
- Совхоз «Кабардинский» — Совхозное
- Тамбиево-1 — Кызбурун 3-й
- Тамбиево-2 — Алтуд
- Тахтамышево — Лечинкай
- Терский пенькозавод — Акведук
- Терский пенькозавод — Малый Терек
- Тыжево — Кишпек

## У—Я
- Угольный — Былым
- Урусбиево — Верхний Баксан — Бухаидзе — Верхний Баксан
- Хабаз — Совхозный — Хабаз
- Хапцево — Хамидие
- Хату Анзорово — Старый Урух
- Центральная усадьба конезавода № 34 — Приречное
- Центральная усадьба совхоза «Эльбрусский» — Бедык
- Черек — Бабугент
- Чижок Кабак — Нижний Чегем
- Эбен-Эцер — Советский
- Яникой — Новокаменка — Яникой